# 522
Évszázadok: 5. század – 6. század – 7. század
Évtizedek: 470-es évek – 480-as évek – 490-es évek – 500-as évek – 510-es évek – 520-as évek – 530-as évek – 540-es évek – 550-es évek – 560-as évek – 570-es évek
Évek: 517 – 518 – 519 – 520 –  521 – 522 – 523 – 524 – 525 – 526 – 527

## Események

### Európa
- Boethiust, a neves filozófust Theoderic itáliai király kinevezi kormányzata élére (magister officiorum), két fia, ifjabb Boethius és Symmachus pedig consuli tisztséget kap. Boethius nagy lendülettel nekikezd a korrupció kiirtásához az itáliai udvarban, amivel sok ellenséget szerez.
- 42 évesen meghal Eutharic, Theoderic veje, akit utódjául szánt.
- A nagykorúvá váló húsz éves Amalaricot a vizigótok királyává nyilvánítják és az addigi régens, Theoderic átadja neki országa kormányzását.
- Földrengés dönti le a romos olümpiai Zeusz-templomot.

## Születések
- Clodoald, Chlodomer frank király szentté avatott fia
- Csen Ven-ti, a kínai Csen-dinasztia császára

## Halálozások
- Eutharic, osztrogót herceg
- Liu Hszie, kínai író

## Fordítás
- Ez a szócikk részben vagy egészben  a(z)   522 című angol Wikipédia-szócikk ezen változatának fordításán alapul.  Az eredeti cikk szerkesztőit annak laptörténete sorolja fel. Ez a jelzés csupán a megfogalmazás eredetét és a szerzői jogokat jelzi, nem szolgál a cikkben szereplő információk forrásmegjelöléseként.